# إيمي إيزابيلا جونستون
إيمي إيزابيلا جونستون (بالإنجليزية: Amy Isabella Johnston)‏ هي طبيبة أسنان نيوزيلندية، ولدت في 5 أبريل 1872، وتوفيت في 17 سبتمبر 1908.